# Zampogna a moderna
La zampogna a moderna o zampogna a la moderna o ciaramella è una tipologia di cornamusa diffusasi nella città metropolitana di Reggio Calabria, in particolare nelle zone ellenofone della fascia bassa aspromontana e marina a cavallo tra la prima e la seconda metà del XIX secolo subito dopo la zampogna a chiave.
Il nome "moderna" potrebbe fare riferimento ai nuovi modelli musicali utilizzati nel suonare lo strumento.

## Descrizione
La tipologia di zampogna è di medie dimensioni con ancia semplice con taglio dal basso verso l'alto.
Ha 5 canne di cui 2 melodiche, quella di sinistra più grande e con 4 fori denominata grande o prima e quella di destra più piccola con 4+h fori denominata piccola o primetta.
Il bordone maggiore (in dialetto calabrese: zumbeco) ha una forma simile alla zampogna a chiave e alla zampogna a paru.
Nella maggior parte dei casi la canna melodica di destra usa la quarta aumentata della scala diatonica.
La zampogna a moderna quindi è simile ad una zampogna a chiave ma più piccola da non rendere più necessario il meccanismo della chiave. Sarebbe una tarda evoluzione della zampogna a paru in cui la canna melodica di sinistra è sostituita da una più lunga oltre ad avere le stesse ance. Secondo leydi (Zampogne en Italie) tuttavia le caratteristiche strutturali e musicali la avvicinano ad una zampogna a chiave.
| Nome della canna   | tipologia                  | dimensioni      |
| ------------------ | -------------------------- | --------------- |
| Piccola o primetta | Canna melodica di destra   | da 213 a 313 mm |
| la grande o prima  | Canna melodica di sinistra | da 325 a 520 mm |
| Zumbeco o Zumbeca  | bordone maggiore           | da 260 a 405 mm |
| Quarta             | bordone medio              | da 160 a 265 mm |
| Cardillo           | bordone minore             | da 75 a 105 mm  |